# Blackstonia imperfoliata
Blackstonia imperfoliata is een plantensoort uit de gentiaanfamilie. De soort komt voor in Portugal, Spanje, Gibraltar en Frankrijk.
B. acuminata · 
B. grandiflora · 
B. imperfoliata · 
B. perfoliata · 
B. perfoliata subsp. perfoliata (zomerbitterling) · 
B. perfoliata subsp. serotina (herfstbitterling)